# بلو یانگ
بولو یانگ (به انگلیسی: Yeung Bolo) با نام اصلی یانگ تسه (به انگلیسی: Yang Sze) (زاده ۳ ژوئیه ۱۹۴۶ در گوانگ‌ژوی چین) بدنساز سابق رقابتی هنگ کنگ، هنرمند رزمی و بازیگر فیلم هنرهای رزمی است. او در سطح جهانی به خاطر بازی در نقش بولو در اژدها وارد می‌شود (با بازی بروس لی)، و چونگ لی در رینگ خونین (با بازی ژان کلود ون دام) و همچنین دیگر حضورهای متعدد و فعالیت طولانی در فیلم‌های هنرهای رزمی هنگ‌کنگ شناخته می‌شود.

## زندگی‌نامه
یانگ آموزش هنرهای رزمی خود را در سن ۱۰ سالگی در شهر گوانگ‌ژو آغاز کرد. جایی که زیرنظر چندین استاد کونگ‌فو آموزش دید. در سنین بالاتر به ورزش بدنسازی علاقه‌مند شد و توانست مقام قهرمانی این ورزش در شهر هنگ‌کنگ را به دست آورد. وی ده سال این عنوان را در اختیار داشت و به واسطه‌ی دارا بودن هیکل عضلانی برای ایفای نقش منفی در چندین فیلم تولیدی استودیو "برادران شاو" انتخاب شد. از آن جمله فیلم‌های آنها که قهرمانند، دوقلو‌های مرگبار، مهمان خشمگین و غیره. او از کمپانی برادران شاو در ۱۹۷۱ جدا شد.
یانگ و بروس لی یکدیگر را در هنگام یک فیلم‌برداری برای تبلیغ سیگار وینستون ملاقات کردند. بین آن دو دوستی پدید آمد و بروس‌لی او را برای ایفای نقش در فیلم اژدها وارد می‌شود دعوت کرد.